# Neuvième circonscription du Nord
La neuvième circonscription du Nord est l'une des 21 circonscriptions législatives françaises que compte le département du Nord.
Elle est représentée dans la XVIIe législature par Violette Spillebout (RE). Son suppléant est Raphaël Charpentier.

## Description géographique et démographique

### De 1958 à 1986
À la suite de l'ordonnance n°58-945 du 13 octobre 1958 relative à l'élection des députés à l'assemblée nationale, la neuvième circonscription du Nord était créée et regroupait les divisions administratives suivantes : 
- Canton de Tourcoing-Nord-Est
- Canton de Tourcoing-Sud[1].

### De 1988 à 2010
Par la loi n°86-1197 du 24 novembre 1986
 de découpage électoral, la circonscription regroupait les divisions administratives suivantes : 
- Canton de Marcq-en-Barœul
- Canton de Tourcoing-Sud.

### Depuis 2010
Depuis l'adoption de l'ordonnance no 2009-935 du 29 juillet 2009, ratifiée par le Parlement français le 21 janvier 2010, elle est composée des divisions administratives suivantes : 
- Canton de Lille-Nord-Est (sauf la commune de Mons-en-Barœul)
- Canton de Marcq-en-Barœul
- Canton de Tourcoing-Sud.

Lors du recensement général de la population en 1999, réalisé par l'Institut national de la statistique et des études économiques (INSEE), la population totale de cette circonscription est estimée à 96 730 habitants,.

### Pyramide des âges
| Hommes | Classe d’âge   | Femmes |
| ------ | -------------- | ------ |
| 6      | 65 ans et plus | 10     |
| 29     | 20 à 64 ans    | 31     |
| 13     | 0 à 19 ans     | 12     |

### Catégorie socio-professionnelle
Répartition de la population active par catégorie socio-professionnelle en 2013
| Agriculteurs | Artisans, commerçants, chefs d'entreprise | Cadres, professions intellectuelles | Professions intermédiaires | Employés | Ouvriers | Retraités | Autres |
| ------------ | ----------------------------------------- | ----------------------------------- | -------------------------- | -------- | -------- | --------- | ------ |
| 0 %          | 3,3 %                                     | 16,0 %                              | 15,1 %                     | 14,2 %   | 9,5 %    | 21,6 %    | 20,2 % |

## Historique des députations
| Législature | Début de mandat   | Fin de mandat     | Député              | Parti politique       | Observations |
| ----------- | ----------------- | ----------------- | ------------------- | --------------------- | --- |
| Ire         | 9 décembre 1958   | 9 octobre 1962    | René Lecocq         | UNR                   | Mandat écourté à la suite d'une dissolution parlementaire décidée par Charles de Gaulle.                                                                       |
| IIe         | 6 décembre 1962   | 2 avril 1967      | René Lecocq         | UNR-UDT               | |
| IIIe        | 3 avril 1967      | 30 mai 1968       | Henri Blary         | UNR                   | Mandat écourté à la suite d'une dissolution parlementaire décidée par Charles de Gaulle.                                                                       |
| IVe         | 11 juillet 1968   | 1er avril 1973    | Henri Blary         | UDR                   | |
| Ve          | 2 avril 1973      | 2 avril 1978      | Henri Blary         | UDR                   | |
| VIe         | 3 avril 1978      | 22 mai 1981       | Serge Charles       | RPR                   | Mandat écourté à la suite d'une dissolution parlementaire décidée par François Mitterrand.                                                                     |
| VIIe        | 2 juillet 1981    | 1er avril 1986    | Serge Charles       | RPR                   | |
| VIIIe       | 2 avril 1986      | 14 mai 1988       | Aucun               | Aucun                 | Proportionnelle par département, pas de député par circonscription. Mandat écourté à la suite d'une dissolution parlementaire décidée par François Mitterrand. |
| IXe         | 23 juin 1988      | 1er avril 1993    | Serge Charles       | RPR                   | |
| Xe          | 21 mars 1993      | 13 septembre 1994 | Serge Charles       | RPR                   | Décès du député Serge Charles le 13 septembre 1994. Mandat écourté à la suite d'une dissolution parlementaire décidée par Jacques Chirac.                      |
| Xe          | 14 septembre 1994 | 21 avril 1997     | Patrick Delnatte    | RPR                   | Décès du député Serge Charles le 13 septembre 1994. Mandat écourté à la suite d'une dissolution parlementaire décidée par Jacques Chirac.                      |
| XIe         | 12 juin 1997      | 18 juin 2002      | Patrick Delnatte    | RPR                   | |
| XIIe        | 19 juin 2002      | 19 juin 2007      | Patrick Delnatte    | UMP                   | |
| XIIIe       | 20 juin 2007      | 19 juin 2012      | Patrick Delnatte    | UMP                   | |
| XIVe        | 20 juin 2012      | 20 juin 2017      | Bernard Gérard      | UMP                   | |
| XVe         | 21 juin 2017      | 21 juin 2022      | Valérie Petit       | LREM (2017) SE (2020) | |
| XVIe        | 22 juin 2022      | 9 juin 2024       | Violette Spillebout | RE                    | Mandat écourté à la suite d'une dissolution parlementaire décidée par Emmanuel Macron.                                                                         |
| XVIIe       | 8 juillet 2024    | En cours          | Violette Spillebout | RE                    | |

## Historique des élections

### Élections de 1958
| Candidat       | Candidat        | Parti          | Premier tour | Premier tour | Second tour | Second tour |  |
| Candidat       | Candidat        | Parti          | Voix         | %            | Voix        | %           |  |
| -------------- | --------------- | -------------- | ------------ | ------------ | ----------- | ----------- |  |
|                | René Debesson   | SFIO           | 16 161       | 26,58        | 18 238      | 29,87       |  |
|                | René Lecocq élu | UNR            | 14 411       | 23,7         | 35 292      | 57,81       |  |
|                | André Cassette  | CNIP           | 8 310        | 13,67        | Retrait     | Retrait     |  |
|                | Louis Lallemand | PCF            | 8 149        | 13,4         | 7 522       | 12,32       |  |
|                | Jules Duquesne  | MRP            | 8 055        | 13,25        | Retrait     | Retrait     |  |
|                | Gaston Bastard  | diss. MRP      | 3 730        | 6,13         | Retrait     | Retrait     |  |
|                | Jean Denizart   | Modérés        | 1 983        | 3,26         |             |             |  |
|                |                 |                |              |              |             |             |  |
| Inscrits       | Inscrits        | Inscrits       | 71 183       | 100,00       | 71 183      | 100,00      |  |
| Abstentions    | Abstentions     | Abstentions    | 8 923        | 12,54        | 8 969       | 12,6        |  |
| Votants        | Votants         | Votants        | 62 260       | 87,46        | 62 214      | 87,4        |  |
| Blancs et nuls | Blancs et nuls  | Blancs et nuls | 1 461        | 2,35         | 1 162       | 1,87        |  |
| Exprimés       | Exprimés        | Exprimés       | 60 799       | 97,65        | 61 052      | 98,13       |  |

Le suppléant de René Lecocq était Georges Courcol, maire de Mouvaux.

### Élections de 1962
| Candidat       | Candidat                  | Parti          | Premier tour | Premier tour | Second tour | Second tour |  |
| Candidat       | Candidat                  | Parti          | Voix         | %            | Voix        | %           |  |
| -------------- | ------------------------- | -------------- | ------------ | ------------ | ----------- | ----------- |  |
|                | René Lecocq sortant réélu | UNR-UDT        | 28 269       | 49,95        | 37 496      | 65,7        |  |
|                | René Debesson             | SFIO           | 10 554       | 18,65        | 19 575      | 34,3        |  |
|                | Louis Lallemand           | PCF            | 7 959        | 14,06        | Retrait     | Retrait     |  |
|                | Guy Chatiliez             | MRP            | 4 996        | 8,83         | Retrait     | Retrait     |  |
|                | Denis Lecroart            | CNIP           | 4 822        | 8,52         | Retrait     | Retrait     |  |
|                |                           |                |              |              |             |             |  |
| Inscrits       | Inscrits                  | Inscrits       | 71 098       | 100,00       | 71 098      | 100,00      |  |
| Abstentions    | Abstentions               | Abstentions    | 13 064       | 18,37        | 11 847      | 16,66       |  |
| Votants        | Votants                   | Votants        | 58 034       | 81,63        | 59 251      | 83,34       |  |
| Blancs et nuls | Blancs et nuls            | Blancs et nuls | 1 434        | 2,47         | 2 180       | 3,68        |  |
| Exprimés       | Exprimés                  | Exprimés       | 56 600       | 97,53        | 57 071      | 96,32       |  |

Le suppléant de René Lecocq était Georges Courcol, officier d'active en retraite, maire de Mouvaux.

### Élections de 1967
|                | Henri Blary élu | UD-Ve          | 33 040 | 53,52  |  |  |  |
|                | Louis Lallemand | PCF            | 11 190 | 18,13  |  |  |  |
|                | Lucien Soubré   | CIR (FGDS)     | 9 512  | 15,41  |  |  |  |
|                | Guy Chatiliez   | CD (PDM)       | 7 992  | 12,95  |  |  |  |
|                |                 |                |        |        |  |  |  |
| Inscrits       | Inscrits        | Inscrits       | 70 724 | 100,00 |  |  |  |
| Abstentions    | Abstentions     | Abstentions    | 7 380  | 10,43  |  |  |  |
| Votants        | Votants         | Votants        | 63 344 | 89,57  |  |  |  |
| Blancs et nuls | Blancs et nuls  | Blancs et nuls | 1 610  | 2,54   |  |  |  |
| Exprimés       | Exprimés        | Exprimés       | 61 734 | 97,46  |  |  |  |

Le suppléant de Henri Blary était Georges Lambrecq, conseiller général, maire de Marcq-en-Barœul.

### Élections de 1968
|                | Henri Blary sortant réélu | UDR (URP)      | 35 391 | 57,59  |  |  |  |
|                | Louis Lallemand           | PCF            | 9 668  | 15,73  |  |  |  |
|                | Georges Fichou            | CIR (FGDS)     | 6 528  | 10,62  |  |  |  |
|                | André Vandaele            | CD (PDM)       | 6 369  | 10,36  |  |  |  |
|                | Gérard Goethals           | PSU            | 2 672  | 4,35   |  |  |  |
|                | Hervé Lepoutre            | Modérés        | 825    | 1,34   |  |  |  |
|                |                           |                |        |        |  |  |  |
| Inscrits       | Inscrits                  | Inscrits       | 72 693 | 100,00 |  |  |  |
| Abstentions    | Abstentions               | Abstentions    | 10 260 | 14,11  |  |  |  |
| Votants        | Votants                   | Votants        | 62 433 | 85,89  |  |  |  |
| Blancs et nuls | Blancs et nuls            | Blancs et nuls | 980    | 1,57   |  |  |  |
| Exprimés       | Exprimés                  | Exprimés       | 61 453 | 98,43  |  |  |  |

Le suppléant d'Henri Blary était Georges Lambrecq.

### Élections de 1973
| Candidat       | Candidat                  | Parti          | Premier tour | Premier tour | Second tour | Second tour |  |
| Candidat       | Candidat                  | Parti          | Voix         | %            | Voix        | %           |  |
| -------------- | ------------------------- | -------------- | ------------ | ------------ | ----------- | ----------- |  |
|                | Henri Blary sortant réélu | UDR (URP)      | 27 537       | 41,34        | 34 225      | 51,6        |  |
|                | Guy Chatiliez             | PS (UGSD)      | 12 968       | 19,47        | 24 726      | 37,28       |  |
|                | Jacques Coru              | PCF            | 10 404       | 15,62        | Retrait     | Retrait     |  |
|                | Edmond Lehembre           | CD (MR)        | 9 467        | 14,21        | 7 380       | 11,13       |  |
|                | Xavier Depontac           | Divers droite  | 2 486        | 3,73         |             |             |  |
|                | Édouard Motte             | CNIP           | 2 289        | 3,44         |             |             |  |
|                | Jean-Pierre Desquiens     | PSU            | 1 467        | 2,2          |             |             |  |
|                |                           |                |              |              |             |             |  |
| Inscrits       | Inscrits                  | Inscrits       | 78 809       | 100,00       | 78 812      | 100,00      |  |
| Abstentions    | Abstentions               | Abstentions    | 10 553       | 13,39        | 11 112      | 14,1        |  |
| Votants        | Votants                   | Votants        | 68 256       | 86,61        | 67 700      | 85,9        |  |
| Blancs et nuls | Blancs et nuls            | Blancs et nuls | 1 638        | 2,4          | 1 369       | 2,02        |  |
| Exprimés       | Exprimés                  | Exprimés       | 66 618       | 97,6         | 66 331      | 97,98       |  |

Le suppléant d'Henri Blary était Serge Charles, maire de Marcq-en-Barœul.

### Élections de 1978
| Candidat       | Candidat               | Parti          | Premier tour | Premier tour | Second tour | Second tour |  |
| Candidat       | Candidat               | Parti          | Voix         | %            | Voix        | %           |  |
| -------------- | ---------------------- | -------------- | ------------ | ------------ | ----------- | ----------- |  |
|                | Guy Chatiliez          | PS             | 20 211       | 26,68        | 33 128      | 43,29       |  |
|                | Serge Charles élu      | RPR            | 19 126       | 25,24        | 43 401      | 56,71       |  |
|                | Stéphane Dermaux       | UDF (PR)       | 18 830       | 24,85        | Retrait     | Retrait     |  |
|                | Jacques Coru           | PCF            | 9 977        | 13,17        |             |             |  |
|                | Michel-Antoine Callens | Écologie 78    | 3 557        | 4,69         |             |             |  |
|                | Théodore Ciuch         | MDD            | 1 181        | 1,56         |             |             |  |
|                | Albert Huc             | Divers droite  | 995          | 1,31         |             |             |  |
|                | René Potigny           | PSD            | 976          | 1,29         |             |             |  |
|                | Bernard Seytre         | LO             | 914          | 1,21         |             |             |  |
|                |                        |                |              |              |             |             |  |
| Inscrits       | Inscrits               | Inscrits       | 88 608       | 100,00       | 88 607      | 100,00      |  |
| Abstentions    | Abstentions            | Abstentions    | 11 416       | 12,88        | 10 599      | 11,96       |  |
| Votants        | Votants                | Votants        | 77 192       | 87,12        | 78 008      | 88,04       |  |
| Blancs et nuls | Blancs et nuls         | Blancs et nuls | 1 425        | 1,85         | 1 479       | 1,9         |  |
| Exprimés       | Exprimés               | Exprimés       | 75 767       | 98,15        | 76 529      | 98,1        |  |

Le suppléant de Serge Charles était Patrick Delnatte, administrateur de l'Office HLM de Tourcoing.

### Élections de 1981
| Candidat       | Candidat                    | Parti             | Premier tour | Premier tour | Second tour | Second tour |  |
| Candidat       | Candidat                    | Parti             | Voix         | %            | Voix        | %           |  |
| -------------- | --------------------------- | ----------------- | ------------ | ------------ | ----------- | ----------- |  |
|                | Serge Charles sortant réélu | RPR (UNM)         | 31 165       | 47,74        | 37 685      | 54,40       |  |
|                | Christian Odoux             | PS                | 21 580       | 33,05        | 31 584      | 45,60       |  |
|                | Jacques Coru                | PCF               | 6 104        | 9,35         |             |             |  |
|                | Albert Huc                  | Extrême droite    | 2 206        | 3,38         |             |             |  |
|                | Michel-Antoine Callens      | Divers écologiste | 2 076        | 3,18         |             |             |  |
|                | Hervé Lepoutre              | Divers droite     | 1 272        | 1,95         |             |             |  |
|                | Louis Willemetz             | PSU               | 470          | 0,72         |             |             |  |
|                | R. Wychowanok               | Divers gauche     | 412          | 0,63         |             |             |  |
|                |                             |                   |              |              |             |             |  |
| Inscrits       | Inscrits                    | Inscrits          | 91 530       | 100,00       | 91 330      | 100,00      |  |
| Abstentions    | Abstentions                 | Abstentions       | 25 093       | 27,42        | 20 716      | 22,68       |  |
| Votants        | Votants                     | Votants           | 66 437       | 72,58        | 70 614      | 77,32       |  |
| Blancs et nuls | Blancs et nuls              | Blancs et nuls    | 1 152        | 1,73         | 1 345       | 1,9         |  |
| Exprimés       | Exprimés                    | Exprimés          | 65 285       | 98,27        | 69 269      | 98,1        |  |

Le suppléant de Serge Charles était Patrick Delnatte.

### Élections de 1988
|                | Serge Charles sortant réélu | RPR (URC)      | 22 702 | 56,47  |  |  |  |
|                | Antoinette Le Marois        | PS             | 10 114 | 25,16  |  |  |  |
|                | Francis Dejardin            | FN             | 5 027  | 12,5   |  |  |  |
|                | Didier Roussel              | PCF            | 2 360  | 5,87   |  |  |  |
|                |                             |                |        |        |  |  |  |
| Inscrits       | Inscrits                    | Inscrits       | 62 310 | 100,00 |  |  |  |
| Abstentions    | Abstentions                 | Abstentions    | 21 391 | 34,33  |  |  |  |
| Votants        | Votants                     | Votants        | 40 919 | 65,67  |  |  |  |
| Blancs et nuls | Blancs et nuls              | Blancs et nuls | 716    | 1,75   |  |  |  |
| Exprimés       | Exprimés                    | Exprimés       | 40 203 | 98,25  |  |  |  |

Le suppléant de Serge Charles était Patrick Delnatte.

### Élections de 1993
|                | Serge Charles sortant réélu | RPR (UPF)      | 22 019 | 53,47  |  |  |  |
|                | Michel Ximenes              | FN             | 7 337  | 17,82  |  |  |  |
|                | Franz Quatreboeufs          | MRG (ADFP)     | 4 454  | 10,82  |  |  |  |
|                | Étienne Forest              | GÉ (EÉ)        | 3 307  | 8,03   |  |  |  |
|                | Didier Roussel              | PCF            | 2 304  | 5,59   |  |  |  |
|                | Didier Dedrye               | LT-LNÉ         | 1 426  | 3,46   |  |  |  |
|                | Christian Eloy              | PLN            | 336    | 0,82   |  |  |  |
|                |                             |                |        |        |  |  |  |
| Inscrits       | Inscrits                    | Inscrits       | 63 081 | 100,00 |  |  |  |
| Abstentions    | Abstentions                 | Abstentions    | 20 262 | 32,12  |  |  |  |
| Votants        | Votants                     | Votants        | 42 819 | 67,88  |  |  |  |
| Blancs et nuls | Blancs et nuls              | Blancs et nuls | 1 636  | 3,82   |  |  |  |
| Exprimés       | Exprimés                    | Exprimés       | 41 183 | 96,18  |  |  |  |

Le suppléant de Serge Charles était Patrick Delnatte. Serge Charles, décédé, a été remplacé du 14 septembre 1994 au 21 avril 1997 par Patrick Delnatte.

### Élections de 1997
| Candidat       | Candidat                       | Parti          | Premier tour | Premier tour | Second tour | Second tour |  |
| Candidat       | Candidat                       | Parti          | Voix         | %            | Voix        | %           |  |
| -------------- | ------------------------------ | -------------- | ------------ | ------------ | ----------- | ----------- |  |
|                | Patrick Delnatte sortant réélu | RPR            | 17 099       | 42,66        | 25 814      | 63,83       |  |
|                | Colette Huvenne                | PRS (PS)       | 9 428        | 23,52        | 14 630      | 36,17       |  |
|                | Michel Ximenes                 | FN             | 7 598        | 18,96        |             |             |  |
|                | Élisabeth Bourgois             | MPF (LDI)      | 1 982        | 4,94         |             |             |  |
|                | Étienne Forest                 | GÉ             | 1 479        | 3,69         |             |             |  |
|                | Jean-Pierre Lemai              | Divers droite  | 959          | 2,39         |             |             |  |
|                | Gérard Wozniak                 | LT-LNÉ         | 915          | 2,28         |             |             |  |
|                | Philippe Desoutter             | US4J           | 611          | 1,52         |             |             |  |
|                | Claude Demoustier              | PCF            | 11           | 0,03         |             |             |  |
|                |                                |                |              |              |             |             |  |
| Inscrits       | Inscrits                       | Inscrits       | 64 330       | 100,00       | 64 330      | 100,00      |  |
| Abstentions    | Abstentions                    | Abstentions    | 22 584       | 35,11        | 21 790      | 33,87       |  |
| Votants        | Votants                        | Votants        | 41 746       | 64,89        | 42 540      | 66,13       |  |
| Blancs et nuls | Blancs et nuls                 | Blancs et nuls | 1 664        | 3,99         | 2 096       | 4,93        |  |
| Exprimés       | Exprimés                       | Exprimés       | 40 082       | 96,01        | 40 444      | 95,07       |  |

Le suppléant de Patrick Delnatte était Bernard Gérard, avocat, premier adjoint au maire de Marcq-en-Barœul.

### Élections de 2002
|                | Patrick Delnatte sortant réélu | UMP               | 22 061 | 56,41  |  |  |  |
|                | Sylvie Boudry                  | PS                | 7 169  | 18,33  |  |  |  |
|                | Simone Bonnave                 | FN                | 5 109  | 13,06  |  |  |  |
|                | Olivier Descamps               | Les Verts         | 908    | 2,32   |  |  |  |
|                | Dominique de Clercq            | PCF               | 696    | 1,78   |  |  |  |
|                | Jean-Francis Guiot             | Divers            | 549    | 1,4    |  |  |  |
|                | Martine Soyer                  | Pôle républicain  | 445    | 1,14   |  |  |  |
|                | André Korb                     | LO                | 373    | 0,95   |  |  |  |
|                | Ingrid Bouffioux               | LCR               | 373    | 0,95   |  |  |  |
|                | Jeanne Lorrain                 | Divers écologiste | 362    | 0,93   |  |  |  |
|                | Michèle Montaigne              | MNR               | 316    | 0,81   |  |  |  |
|                | Catherine Naessens             | Divers écologiste | 198    | 0,51   |  |  |  |
|                | Jean-Paul Chahine              | CNIP              | 177    | 0,45   |  |  |  |
|                | Henri Bécu                     | Divers écologiste | 150    | 0,38   |  |  |  |
|                | Louis-Marie Hay                | CPNT              | 144    | 0,37   |  |  |  |
|                | Gilles Roquette                | Divers            | 76     | 0,19   |  |  |  |
|                | Frédéric Simonet               | Divers            | 0      | 0      |  |  |  |
|                |                                |                   |        |        |  |  |  |
| Inscrits       | Inscrits                       | Inscrits          | 65 480 | 100,00 |  |  |  |
| Abstentions    | Abstentions                    | Abstentions       | 25 778 | 39,37  |  |  |  |
| Votants        | Votants                        | Votants           | 39 702 | 60,63  |  |  |  |
| Blancs et nuls | Blancs et nuls                 | Blancs et nuls    | 596    | 1,5    |  |  |  |
| Exprimés       | Exprimés                       | Exprimés          | 39 106 | 98,5   |  |  |  |

Le suppléant de Patrick Delnatte était Bernard Gérard.

### Élections de 2007
|                | Bernard Gérard élu | UMP            | 23 643 | 60,2   |  |  |  |
|                | Maryse Brimont     | PS             | 6 144  | 15,65  |  |  |  |
|                | Anne Collot        | UDF–MoDem      | 3 728  | 9,49   |  |  |  |
|                | Frédéric Butez     | FN             | 1 612  | 4,1    |  |  |  |
|                | Daniel Compère     | Les Verts      | 1 105  | 2,81   |  |  |  |
|                | Martine Roussel    | PCF            | 810    | 2,06   |  |  |  |
|                | Ingrid Bouffioux   | LCR            | 683    | 1,74   |  |  |  |
|                | Jean-Luc Landru    | DLR            | 338    | 0,86   |  |  |  |
|                | Rainier Gaumy      | GÉ             | 310    | 0,79   |  |  |  |
|                | André Korb         | LO             | 308    | 0,78   |  |  |  |
|                | Yann Phelippeau    | MNR            | 221    | 0,56   |  |  |  |
|                | Thierry Bécourt    | Divers         | 218    | 0,56   |  |  |  |
|                | Laeticia Nicolet   | MRC            | 151    | 0,38   |  |  |  |
|                |                    |                |        |        |  |  |  |
| Inscrits       | Inscrits           | Inscrits       | 69 867 | 100,00 |  |  |  |
| Abstentions    | Abstentions        | Abstentions    | 30 113 | 43,1   |  |  |  |
| Votants        | Votants            | Votants        | 39 754 | 56,9   |  |  |  |
| Blancs et nuls | Blancs et nuls     | Blancs et nuls | 483    | 1,21   |  |  |  |
| Exprimés       | Exprimés           | Exprimés       | 39 271 | 98,79  |  |  |  |

### Élections de 2012
| Candidat       | Candidat                     | Parti             | Premier tour | Premier tour | Second tour | Second tour |  |
| Candidat       | Candidat                     | Parti             | Voix         | %            | Voix        | %           |  |
| -------------- | ---------------------------- | ----------------- | ------------ | ------------ | ----------- | ----------- |  |
|                | Bernard Gérard sortant réélu | UMP               | 22 282       | 47,71        | 26 377      | 61,21       |  |
|                | Jacques Mutez                | PRG (PS, MRC, GÉ) | 11 848       | 25,37        | 16 718      | 38,79       |  |
|                | Jean-François Bloc           | FN (RBM)          | 4 776        | 10,23        |             |             |  |
|                | Martine Roussel-Vanhée       | PCF (FG)          | 2 412        | 5,16         |             |             |  |
|                | Thérèse Kozlowski-Marescaux  | EÉLV (MÉI)        | 2 047        | 4,38         |             |             |  |
|                | Mariette Bontinck            | MoDem (CpF)       | 1 279        | 2,74         |             |             |  |
|                | Alain Dedryver               | PCD               | 393          | 0,84         |             |             |  |
|                | Simone Bonnave               | PDF               | 380          | 0,81         |             |             |  |
|                | Christine Landru             | DLR               | 357          | 0,76         |             |             |  |
|                | Farrouck Khanfar             | AÉI               | 336          | 0,72         |             |             |  |
|                | Jean-Philippe Vidal          | PRV               | 305          | 0,65         |             |             |  |
|                | Maryline Mouchoux            | LO                | 287          | 0,61         |             |             |  |
|                | Éric Pourchez                | URP               | 0            | 0,00         |             |             |  |
|                |                              |                   |              |              |             |             |  |
| Inscrits       | Inscrits                     | Inscrits          | 89 257       | 100,00       | 89 257      | 100,00      |  |
| Abstentions    | Abstentions                  | Abstentions       | 42 023       | 47,08        | 45 076      | 50,5        |  |
| Votants        | Votants                      | Votants           | 47 234       | 52,92        | 44 181      | 49,5        |  |
| Blancs et nuls | Blancs et nuls               | Blancs et nuls    | 532          | 1,13         | 1 086       | 2,46        |  |
| Exprimés       | Exprimés                     | Exprimés          | 46 702       | 98,87        | 43 095      | 97,54       |  |

### Élections de 2017
Les élections législatives françaises de 2017 ont eu lieu les dimanches 11 et 18 juin 2017.
| Candidat                                                             | Candidat                                                                                | Premier tour | Premier tour | Second tour | Second tour |
| Candidat                                                             | Candidat                                                                                | Voix         | %            | Voix        | %           |
| -------------------------------------------------------------------- | --------------------------------------------------------------------------------------- | ------------ | ------------ | ----------- | ----------- |
|                                                                      |                                                                                         |              |              |             |             |
|                                                                      | Valérie Petit La République en marche                                                   | 16 999       | 39,18        | 18 281      | 52,06       |
|                                                                      | Bernard Gérard (député sortant) Les Républicains (Union des démocrates et indépendants) | 11 047       | 25,46        | 16 837      | 47,94       |
|                                                                      | Céleste Van Isterdael La France insoumise                                               | 4 963        | 11,44        |             |             |
|                                                                      | Valérie Talpaert Front national                                                         | 3 340        | 7,70         |             |             |
|                                                                      | Sandrine Rousseau Europe Écologie Les Verts                                             | 2 058        | 4,74         |             |             |
|                                                                      | Denis Tonnel Divers droite (Les Républicains diss.)                                     | 1 322        | 3,05         |             |             |
|                                                                      | Isabelle Jouny Parti radical de gauche                                                  | 1 279        | 2,95         |             |             |
|                                                                      | Martine Roussel-Vanhée Parti communiste français (Front de gauche)                      | 646          | 1,49         |             |             |
|                                                                      | Jérôme Garcia Divers droite (Les Républicains diss.)                                    | 474          | 1,09         |             |             |
|                                                                      | Jean-Luc Landru Debout la France                                                        | 427          | 0,98         |             |             |
|                                                                      | Réjane Doré Extrême droite (Parti de la France)                                         | 233          | 0,54         |             |             |
|                                                                      | Catherine Hermary Divers (Union populaire républicaine)                                 | 221          | 0,51         |             |             |
|                                                                      | Maryline Mouchoux Lutte ouvrière                                                        | 209          | 0,48         |             |             |
|                                                                      | Sofia Djeddi Divers gauche (Mouvement des progressistes)                                | 140          | 0,32         |             |             |
|                                                                      | Bastien Denoyelle Divers (Allons enfants)                                               | 33           | 0,08         |             |             |
|                                                                      |                                                                                         |              |              |             |             |
| Inscrits                                                             | Inscrits                                                                                | 91 615       | 100,00       | 91 618      | 100,00      |
| Abstentions                                                          | Abstentions                                                                             | 47 700       | 52,07        | 53 561      | 58,46       |
| Votants                                                              | Votants                                                                                 | 43 915       | 47,93        | 38 057      | 41,54       |
| Blancs et nuls                                                       | Blancs et nuls                                                                          | 524          | 1,19         | 2 939       | 3,20        |
| Exprimés                                                             | Exprimés                                                                                | 43 391       | 98,81        | 35 118      | 96,80       |
| Source : Ministère de l'Intérieur - Neuvième circonscription du Nord |                                                                                         |              |              |             |             |

### Élections de 2022
Les élections législatives françaises de 2022 ont eu lieu les dimanches 12 et 19 juin 2022.
| Résultats des élections législatives des 12 et 19 juin 2022 de la 9e circonscription du Nord |                          |                          |              |              |             |             |
| Candidat                                                                                     | Candidat                 | Parti                    | Premier tour | Premier tour | Second tour | Second tour |
| Candidat                                                                                     | Candidat                 | Parti                    | Voix         | %            | Voix        | %           |
|                                                                                              | Violette Spillebout      | LREM (ENS)               | 13 889       | 31,92        | 23 990      | 59,10       |
|                                                                                              | Odile Vidal-Sagnier      | EELV (NUPES)             | 11 841       | 27,22        | 16 602      | 40,90       |
|                                                                                              | Nicolas Papiachvili      | LR (UDC)                 | 8 897        | 20,45        |             |             |
|                                                                                              | Christine Landru         | RN                       | 4 190        | 9,63         |             |             |
|                                                                                              | Sylvie Goddyn            | REC                      | 1 904        | 4,38         |             |             |
|                                                                                              | Éric Galéra              | Volt                     | 934          | 2,15         |             |             |
|                                                                                              | Laurent Leturque         | PA                       | 933          | 2,14         |             |             |
|                                                                                              | Carla Clavel             | DSV                      | 505          | 1,16         |             |             |
|                                                                                              | Chantal Sarazin          | LO                       | 415          | 0,95         |             |             |
| Votes valides                                                                                | Votes valides            | Votes valides            | 43 508       | 98,68        | 40 592      | 94,36       |
| Votes blancs                                                                                 | Votes blancs             | Votes blancs             | 433          | 0,98         | 1 737       | 4,04        |
| Votes nuls                                                                                   | Votes nuls               | Votes nuls               | 148          | 0,34         | 688         | 1,60        |
| Total                                                                                        | Total                    | Total                    | 44 089       | 100          | 43 017      | 100         |
| Abstention                                                                                   | Abstention               | Abstention               | 48 253       | 52,25        | 49 343      | 53,42       |
| Inscrits / participation                                                                     | Inscrits / participation | Inscrits / participation | 92 342       | 47,75        | 92 360      | 46,58       |

### Élections de 2024
| Candidat                 | Candidat                 | Parti et coalition       | Nuances                  | Premier tour | Premier tour | Second tour | Second tour |
| Candidat                 | Candidat                 | Parti et coalition       | Nuances                  | Voix         | %            | Voix        | %           |
| ------------------------ | ------------------------ | ------------------------ | ------------------------ | ------------ | ------------ | ----------- | ----------- |
|                          | Caroline Parmentier      | RN                       | RN                       | 25 674       | 48,85        | 27 318      | 54,64       |
|                          | Hadrien Coisne           | MoDem (ENS)              | ENS                      | 10 394       | 19,78        | 22 674      | 45,36       |
|                          | Estelle Harremoes        | PS (NFP)                 | UG                       | 8 881        | 16,90        |             |             |
|                          | Hakim Elazouzi           | UDI (UDC)                | UDI                      | 6 985        | 13,29        |             |             |
|                          | Anne-Marie Deflandre     | LO                       | EXG                      | 624          | 1,19         |             |             |
|                          | Julien Guaquier          | SE                       | DVD                      | 0            | 0,00         |             |             |
|                          |                          |                          |                          |              |              |             |             |
| Suffrages exprimés       | Suffrages exprimés       | Suffrages exprimés       | Suffrages exprimés       | 52 558       | 97,18        | 49 992      | 94,87       |
| Votes blancs             | Votes blancs             | Votes blancs             | Votes blancs             | 1 009        | 1,87         | 1 764       | 3,35        |
| Votes nuls               | Votes nuls               | Votes nuls               | Votes nuls               | 514          | 0,95         | 938         | 1,78        |
| Total                    | Total                    | Total                    | Total                    | 54 081       | 100          | 52 694      | 100         |
| Abstention               | Abstention               | Abstention               | Abstention               | 26 681       | 33,04        | 28 079      | 34,76       |
| Inscrits / participation | Inscrits / participation | Inscrits / participation | Inscrits / participation | 80 762       | 66,96        | 80 773      | 65,24       |